# Live from London 2006
Live from London 2006 è un DVD musicale del gruppo The Fantômas Melvins Big Band, ovvero di una collaborazione tra i Fantômas e i Melvins. Il video è stato registrato nel 2006 e pubblicato nel 2008.

## Tracce
1. Sacrifice
2. Page 27
3. Night Goat
4. Page 28
5. Page 3
6. Electric Long Thin Wire
7. The Bit
8. Page 14
9. Pigs of the Roman Empire
10. The Omen
11. Hooch
12. Mombius Hibachi
13. Page 23
14. Skin Horse
15. Cape Fear
16. Let It All Be
17. Lowrider
18. 04/02/05 Saturday
19. Page 29
20. 04/08/05 Friday
21. Spider Baby

## Formazione
- Dale Crover - batteria, cori
- Trevor Dunn - basso, cori
- Dave Lombardo - batteria
- Buzz Osborne - chitarra, voce
- Mike Patton - voce, tastiera, elettronica
- David Scott Stone - chitarra, basso, elettronica